# Далгатов, Далгат Курбаналиевич
Далгат Курбаналиевич Далгатов (9 июля 1982, Махачкала, Дагестанская АССР, РСФСР, СССР) — российский спортсмен, специализируется по карате кумите, призёр чемпионата мира. Мастер спорта России международного класса.

## Спортивная карьера
Спортивную карьеру начал в 1996 году в Махачкале под руководством тренера Омара Муртазалиева. В 2003 году стал чемпионом России. Также в 2004 году выиграл чемпионат страны. В мае 2006 года принимал участие на чемпионате Европы. В сентябре того же года стал серебряным призёром кубка России. В декабре 2006 года стал бронзовым призёром Гран-при России «Звезды татами». В 2009 стал чемпионом ЮФО.

## Результаты на международных соревнованиях
- Кубок мира по карате 2003 — ;
- Чемпионат России по карате 2003 — ;
- Чемпионат России по карате 2004 — ;
- Чемпионат мира по карате 2004 (команда) — ;
- Чемпионат России по карате 2005 — ;
- Кубок России по карате 2006 — ;
- Чемпионат России по карате 2007 — ;

## Личная жизнь
В 2001 году окончил школу № 40 Махачкалы. В 2006 году окончил Дагестанский государственный университет, юридический факультет.